# 格拉霍斯卡山
格拉霍斯卡山是位於斯洛伐克北部的一個山峰，也是高塔特拉山的一部分。最高峰是格爾拉赫峰，高2,655米。格拉霍斯卡山海拔高度2642米。格拉霍斯卡山的遊客數較少，只有通過Taterniks才能到達山頂。